# أحمد بن يوسف قستي
 الشيخ أحمد بن يوسف قستي
وهو حفيد محمد سعيد قستي من أسرة بأندونيسيا ومعروفة في مكة المكرمة حيث كان أجداده سلاطين في مقاطعة «بنجر» بأندونيسيا، وقد ورد في مؤلف مفتي البنجر محمد أرشد - المتوفي عام 1227هـ - والمسمى باسم «القول المختصر في علامات المهدي المنتظر» سردا تاريخيا مفصلا عن هذه الأسرة، وأشار إلى أن أحد أجدادهم المتقدمين واسمه «السلطان شريان شاه» هو الذي أدخل الشريعة الإسلامية في هذه المنطقة المعروفة بكثافتها السكانية وسبقها لغيرها من مناطق شرق آسيا.

## ولادته ونشأته
ولد في مكة المكرمة عام 1296هـ - توفي عام 1367هـ. وكان قصير القامة معتدل الجسم عرف تلقى العلم من علماء عصره:
- عمر سمباوه
- محمد علي بلخيور
- صالح بأفضل
- عمر باجنيد
- عبد الستار الدهلوي

## أعماله
بعد أن أجرى اختياره أجيز بالتدريس فسافر إلى أندونيسيا عام 1325هـ فافتتح مدرسة السقاف عام 1327هـ ثم مدرسة العطاس عام 1331هـ وكان يديرهما. وفي عام 1338هـ ولي القضاء في باتوفهت ثم استقال ورجع إلى مكة المكرمة عام 1349هـ فعقد حلقة درسه في المسجد الحرام، ثم اختير مدرسا بمدرسة دار العلوم فتلقى عنه الطلاب الأدب العربي والفقه والحديث. ولم يكتف بالتدريس، با انكب على ترجمة الكتب القيمة إلى اللغة الملايوية. فكان باكورة إنتاجه ترجمة كتاب «طوالع الهدى والفصل بتحذير المسلمين عن الإعلام بوقت الصلاة بضرب الناقوس أو الطبل» تأليف محمد علي بن حسين المالكي.
وفي عام 1354هـ شرع في ترجمة تفسير الجواهر تأليف طنطاوي جوهري: ولكنه توفي قبل تمامه.